# Klemens Koehler
Klemens Juliusz Koehler (ur. 9 lipca 1840 w Bydgoszczy, zm. 12 stycznia 1901 w Poznaniu) – polski lekarz, uczestnik powstania styczniowego.
Syn lekarza-chirurga Gustawa Adolfa Koehlera i Klementyny Brennessel (córka Zofii z Lipskich i Franciszka Karola Brennessla)   / prawnuczka Prokopa Lipskiego, miecznika poznańskiego  i Teresy z Dąmbskich/
Klemens Koehler ukończył gimnazjum w Ostrowie, po czym podjął studia medyczne we Wrocławiu, które w 1863 przerwał, aby wziąć udział w powstaniu styczniowym. Aresztowany dwa lata odsiadywał wyrok w Berlinie i Ostrowie.
Po zwolnieniu z więzienia  kontynuował studia medyczne we Wrocławiu i Berlinie, po ich ukończeniu w 1869 początkowo praktykował w Strzelnie i Kościanie. Specjalizował się w laryngologii na uczelniach zagranicznych.
Powrócił do kraju, zamieszkał w Poznaniu. Był współpracownikiem "Nowin Lekarskich". W 1893 otrzymał od cesarza Wilhelma "patent" radcy sanitarnego (tytuł honorowy przyznawany po 20 latach praktyki). W 1897 został członkiem Komisji Antropologicznej Polskiej Akademii Nauk w Krakowie. W swoim dorobku miał wiele prac nie tylko z dziedziny medycyny, ale też archeologii, antropologii, historii.
W 1874 ożenił się z Wandą Ziołecką h. Pobóg, córką radcy sądowego i Ewy Lossow h. Ryś. Mieli czworo dzieci: Zygmunta, bankowca i dra praw, Konstantego – inżyniera, Joannę, żonę  bankiera Stanisława Pernaczyńskiego, Anielę - dyrektora Biblioteki Poznańskiego Towarzystwa Przyjaciół Nauk.
Pochowany na cmentarzu Zasłużonych Wielkopolan.